# 이집트 제21왕조
이집트 제21왕조는 이집트 제3중간기의 왕조이다.
신왕국의 마지막 왕조인 이집트 제20왕조가 말기에 접어들자 파라오의 권위가 추락하기 시작했고 나일강 하류에서 멀리 떨어진 상이집트 지역은 테베의 아문 대사제단이 장악하고 형식상으로만 파라오를 받들며 사실상 독자정권을 구축했다. 이러한 상황은 기원전 10세기 중반까지 계속되었다. 제20왕조의 마지막 파라오인 람세스 11세가 후계를 남기지 못하고 사망하자 후계를 남기지 못한 전대 파라오의 장례식을 집전한 자가 파라오가 된다는 고대 이집트의 전통에 따라 스멘데스 1세가 파라오에 즉위하여 제21왕조를 개창한다. 하지만 제21왕조의 통치 내용은 외세의 간섭, 지방 세력의 발호에 따른 통치력 상실과 혼란 같은 부정적인 것만 가득했다. 제21왕조의 파라오들은 딱히 눈에 띄는 치적을 남기지 못했으며 마지막 파라오인 프수센네스 2세가 후계를 남기지 못하고 죽으면서 제21왕조는 종결되었다.
다른 명칭으로는 '타니스 왕조'라고도 하는데 제21왕조 시대에 수도를 나일강 삼각주 하류의 타니스로 옮겼기 때문이다.

## 역대 파라오
- 스멘데스 1세 (기원전 1077년 ~ 기원전 1051년) : 원래 이집트어 이름은 네스바네브제드(Nesbanebdjed, 멘데스의 군주이시자, 숫양이신 분)이며 스멘데스는 이를 그리스어로 번역한 것이다. 람세스 11세 생전부터 하이집트 지방을 사실상 지배하고 있었던 걸로 보이며, 람세스 11세가 후계자 없이 사망하자 그의 장례를 집전한 뒤 후계자 없는 파라오의 장례를 집전한 자가 새 파라오로 즉위한다는 고대 이집트 전통에 따라 즉위했다.
- 아메넴니수 (기원전 1051년 ~ 기원전 1047년) : 스멘데스 1세의 친아들로 추정한다. 스멘데스 재위 25년차에 상이집트에서 반란을 일으켰다가 서부 오아시스로 추방된 이들을 사면했다는 일명 추방 석비와 프수센네스 1세의 무덤을 발굴할 때 나온 왕명이 적인 화살촉만이 유일한 증거이다.
- 프수센네스 1세 (기원전 1047년 ~ 기원전 1001년) : 아메넴니수의 뒤를 이었지만 혈통상으로는 아무 관련이 없으며, 아버지는 당대 테베의 아문 대신관이었던 피네젬 1세였다. 제21왕조의 파라오들 중 재위기간이 가장 길지만 별 다른 업적을 남기지 못했다. 그나마 재위시기에 타니스에 성벽을 둘러 요새화시키면서 수도를 완전히 타니스로 천도했다는 기록만 남아있다. 파라오들의 무덤 중에서 유일하게 한번도 도굴당하지 않고 현대에 발굴되었는데 출토된 유물의 질은 확연히 떨어진다. 심지어는 새로 만들 여력도 없었는지 람세스 2세의 아들인 메르넵타의 관을 몰래 빼와서 재활용했으며 부장품 중에는 람세스 9세의 반지가 출토되었다. 여기에 끊임없이 물에 잠겼다 빠졌다를 반복하는 나일강 삼각주의 저지대에 있어서 목재 부장품들은 오랜 세월 동안 습기에 썩어버렸고 벽화의 색도 전부 빠졌으며 심지어는 발굴 과정에서 관을 열었더니 워낙 무덤 내부 환경이 안 좋았던 탓에 미라마저도 다 썩어 없어져서 뼈와 부장품만 남아있었다. 그나마 주변 무덤들 중에서는 가장 상태가 나아서 침수가 심한 곳에 매장되었던 아메네모페, 시아멘, 프수센네스 2세, 셰숑크 2세의 미라를 이장했는데 시아멘과 프수센네스 2세는 목재 관에 들어있어서 다 썩어 없어졌다. 그 외에는 프수센네스 1세가 생전에 총애한 장군인 안케펜무트, 고위 사제인 웬제바우엔제드도 안치되었는데 웬제바우엔제드의 부장품인 황금 컵이 유명하다.
- 아메네모페 (기원전 1001년 ~ 기원전 992년) : 재위하기 전부터 아버지와 공동통치를 한 것으로 추정하며 아버지와 마찬가지로 별 다른 업적을 남기지 못했고 사후에는 수도인 타니스 인근의 왕실묘지인 NRT III에  매장되었다. 문제는 무덤 위치가 비가 조금만 오면 바로 물에 잠기는 최악의 장소라 이걸 보다못한 후대 파라오인 시아멘이 신관들을 시켜 아메네모페의 미라를 수습해 그나마 상태가 괜찮던 프수센네스 1세의 무덤에 재매장했다. 무덤을 발굴할 때 아메네모페의 관은 어머니인 무트네즈메트 왕비를 위해 조성된 방에 안치되어 있었고 삼중관에 들어있었으나 가장 바깥쪽 관은 아무 장식 없는 화강암 재질의 관이었고 가운데와 가장 안쪽의 관은 나무에 금칠을 해서 만든 관이라 얼핏보면 대귀족의 관으로 착각할 정도로 질이 확연히 떨어진다. 황금 마스크도 2개 나왔는데 이것도 목재에 금칠해서 만든 것이라 아버지보다 더 못하며 수천년간 습기에 영향을 받아 뒤틀려 버렸다.
- 대 오소르콘 (기원전 992년 ~ 기원전 986년) : 훗날 제22왕조를 개창하는 셰숑크 1세의 삼촌이며 그의 아버지는 리비아 동부 부족인 메시웨시의 대추장인 셰숑크 A이다. 불과 반세기 전까지만 해도 존재를 의심받았으나 카르나크 신관 연대기의 기록, 1970년대에 발견된 리비아 출신 왕인 오소르콘은 셰숑크 A와 Mehtenweshkhet A의 아들이라는 기록(오소르콘 이름을 쓴 파라오들 중 어머니가 Mehtenweshkhet인 파라오는 대 오소르콘이 유일하다)덕분에 그 존재가 입증되었다.
- 시아문 (기원전 986년 ~ 기원전 967년) : 제21왕조의 파라오들 중에서 가장 권력이 강했던 것으로 평가받는다. 타니스의 아문 대신전을 두배로 확장하고, 피-람세스와 헬리오폴리스에도 개축공사를 벌였으며 멤피스에는 자신의 왕명을 새긴 열주 6개와 앞마당이 딸린 아문 신전을 지어 봉헌했다. 한편 당대 테베의 아문 대신관인 피네젬 2세에게 왕가의 계곡에 묻힌 신왕국 파라오들의 무덤을 점검하고 파라오들의 미라를 수습해 재염습해서 묻도록 지시를 내렸다. 피네젬 2세는 시아문 재위 1년부터 10년차까지 이 과업을 수행하여 자신이 죽으면 묻힐 자신의 무덤에 재매장했다. 이 무덤이 하트셉수트의 장제전 위쪽에서 발견된 TT320이다. 한편 이 파라오 재위기 때부터 '파라오'라는 단어를 직함으로 써서 '파라오 시아문', '파라오 프수센네스 2세' 식으로 적게 되었다.
- 프수센네스 2세 (기원전 967년 ~ 기원전 943년) : 아버지는 시아문 재위기의 테베 아문 대신관인 피네젬 2세로 그가 시아문 재위 10년차에 사망하자, 아버지의 성직을 그대로 계승해 아문 대신관으로 활동하다가 파라오에 즉위했다. 즉위한 뒤에도 아문 대신관 직을 사임하지 않아 사실상 이집트 전체를 직접 다스렸으며 후계자가 없어 사후에 군 총사령관, 수석 고문이자 사위였던 셰숑크 1세가 프수센네스 2세의 장례식을 집전하고, 전통에 따라 파라오로 즉위하여 제22왕조를 개창한다.